# Homophonies
 (décembre 2017).
Homophonies est un magazine mensuel gay et lesbien français, fondé par le Comité d'urgence anti-répression homosexuelle (CUARH) en 1980 et disparu en 1987.

## Histoire
Le Comité d'urgence anti-répression homosexuelle (CUARH) est une fédération mixte de groupes homosexuels créée en 1979 à l'occasion de la première Université d'été homosexuelle. Le groupe parisien (CUARH-Paris) décide de lancer un mensuel et le premier numéro sort en novembre 1980. Il est diffusé à travers le réseau militant et des dépôts dans certains établissements gays. Il sera diffusé en kiosques sur Paris à partir de mai 1982, puis sur toute la France à partir de février 1983, sa rédaction est alors placée sous l'égide du CUARH-National. Bien que le tirage annoncé soit de 22 000 exemplaires, le tirage réel ne dépasse pas les 8 500 exemplaires.
Homophonies se singularise dans la presse gay par sa mixité. Son contenu cherche à trouver un équilibre dans les sujets de dossiers pour assurer celle-ci et son iconographie reste volontairement « soft ». Conformément à l'objet de l'association qui porte le projet, le ton se veut militant et tourné vers le combat contre les discriminations. Le mensuel sera l'occasion de populariser les actions du CUARH et en particulier les premières marches homosexuelles.Les contributions écrites sont presque exclusivement bénévoles. Le secrétariat de rédaction est le seul emploi rémunéré à plein temps, il sera assuré par Hervé Liffran.
La viabilité du journal reste difficile. D'une part le mensuel est concurrencé par le journal Le Gai Pied, d'autre part le CUARH périclite laissant le comité de rédaction de son mensuel devenir un groupe autonome. Des tensions internes ne tardent pas à se faire jour entre ceux qui souhaitent maintenir la ligne éditoriale du projet d'origine et ceux qui souhaitent une « ouverture » du contenu pour toucher un lectorat plus large. Une restructuration interne intervient et place la rédaction sous l'autorité d'un directoire de cinq personnes composé de Gérard Bach-Ignasse, Mélanie Badaire, Annie Cariou, Catherine Gonnard et Daniel Semré.
En décembre 1986, face aux difficultés financières, Homophonies devient un quatre pages sous titré La lettre des homosexualités qui cessera de paraître en février 1987.
Les différents directeurs de publication ont été Vincent Legret, Gérard Maison et Catherine Gonnard.